# Hotel Miranda!
Hotel Miranda! è il nono album in studio del gruppo musicale argentino Miranda!, pubblicato il 19 aprile 2023 dall'etichetta discografica Sony Music.

## Descrizione
Il disco riassume la carriera del duo musicale con la reincisione di undici brani che hanno avuto maggior successo durante la loro storia ultraventennale, con delle sonorità aggiornate e in compagnia, per ciascun brano, di uno o più artisti contemporanei, di varie generazioni e stili musicali, prodotte da altrettanti produttori inediti nella discografia dei Miranda!. Il concetto dell'"hotel", richiamato dal titolo dell'album, rimanda all'idea che ogni traccia sia una "stanza d'albergo" all'interno della quale "alloggiano" gli ospiti, artefici dei featuring contenuti nel disco. Gli artisti che hanno partecipato al progetto sono Ca7riel, Lali Espósito, Emilia Mernes, María Becerra, FMK, Emmanuel Horvilleur, Juan Ingaramo, Cristian Castro, Francisca Valenzuela, Andrés Calamaro, Chano, Sofía Reyes
L'album è stato anticipato da numerosi singoli usciti come anteprime dal novembre 2022 all'aprile 2023, con relativi videoclip musicali curati dalla regista Melanie Anton, anch'essi realizzati avendo come filo conduttore un ambiente alberghiero.

## Promozione

### Singoli
Il singolo di lancio fu una nuova versione di Don, loro successo del 2005 stavolta reinciso in collaborazione con il musicista Ca7riel con la produzione di EVLAY, pubblicato il 3 novembre 2022. Subito dopo fu pubblicata una nuova versione del brano natalizio Navidad con il gruppo musicale indie pop Bandalos Chinos, seguito a gennaio dalla versione rinnvoata di Yo te diré incisa con Lali Espósito: entrambi i brani provenivano dal secondo album di inediti dei Miranda!, Sin restricciones. Nel videoclip di quest'ultima versione, la regista Melanie Anton Def richiamò le atmosfere dei film Shining e Psyco. Il quarto singolo fu Entre los dos, pubblicato nel successivo mese di febbraio, in un duetto con Emilia Mernes che ottenne un buon successo discografico, risultando essere il primo singolo del duo a entrare nella top 15 della nuova classifica ufficiale argentina Billboard Argentina Hot 100, istituita nel 2018. Il mese di marzo vide invece l'uscita di una versione nuova di Prisionero, brano del 2007, inciso insieme a Cristian Castro mentre ad aprile fu Perfecta in singolo scelto per anticipare la pubblicazione del disco, avvenuta pochi giorni dopo. La versione nuova, in collaborazione con María Becerra e il rapper FMK, ottenne un ottimo successo discografico raggiungendo l'ottava posizione della classifica Billboard ufficiale argentina.

### Hotel Miranda! Tour
La promozione del disco verrà svolta nell'arco del 2023 con l'ottava tournée del gruppo, intitolata Hotel Miranda! Tour. Partito il 21 aprile 2023 al Teatro Gran Rex di Buenos Aires, la chiusura è prevista per il 29 novembre successivo a Città del Messico all'Auditorio Nacional, dopo numerose date prevista soprattutto in Argentina, ma anche una in Cile e due in Uruguay, oltre alla tappa finale messicana.
| Data             | Città             | Paese     | Sede                                  |
| ---------------- | ----------------- | --------- | ------------------------------------- |
| Sud America      |                   |           |                                       |
| 21 aprile 2023   | Buenos Aires      | Argentina | Teatro Gran Rex                       |
| 22 aprile 2023   | Buenos Aires      | Argentina | Teatro Gran Rex                       |
| 23 aprile 2023   | Buenos Aires      | Argentina | Teatro Gran Rex                       |
| 28 aprile 2023   | Santa Fe          | Argentina | Tribus Club de Arte                   |
| 29 aprile 2023   | Rosario           | Argentina | Anfiteatro Municipal Humberto de Nito |
| 9 giugno 2023    | Córdoba           | Argentina | Quality Arena                         |
| 19 augusto 2023  | Santiago del Cile | Cile      | Movistar Arena                        |
| 4 ottobre 2023   | Buenos Aires      | Argentina | Luna Park                             |
| 5 ottobre 2023   | Buenos Aires      | Argentina | Luna Park                             |
| 6 ottobre 2023   | Buenos Aires      | Argentina | Luna Park                             |
| 7 ottobre 2023   | Buenos Aires      | Argentina | Luna Park                             |
| 1 novembre 2023  | Montevideo        | Uruguay   | Sodre National Auditorium             |
| 2 novembre 2023  | Montevideo        | Uruguay   | Sodre National Auditorium             |
| 29 novembre 2023 | Città del Messico | Messico   | Auditorio Nacional                    |

## Tracce
Sony Music (1 9658815342 6)
1. Don (feat. Ca7riel) – 3:09 (Alejandro Sergi) – (Prod: EYLAV)
2. Yo te diré (feat. Lali) – 3:27 (Alejandro Sergi) – (Prod: Alejandro Sergi, Mauro De Tomaso)
3. Perfecta (feat. María Becerra & FMK) – 3:41 (Alejandro Sergi, Enzo Ezequiel Sauthier, María Becerra) – (Prod: Big One)
4. Traición (feat. Emmanuel Horvilleur & Juan Ingaramo) – 3:04 (Alejandro Sergi) – (Prod: Brian Taylor)
5. Un los dos (feat. Emilia) – 3:35 (Alejandro Sergi) – (Prod: Big One, Didi Gutman)
6. Prisionero (feat. Cristian Castro) – 3:55 (Alejandro Sergi, Javiera Mena, Juliana Gattas) – (Prod: Jay de la Cueva)
7. Enamorada (feat. Francisca Valenzuela) – 3:08 (Alejandro Sergi) – (Prod: Alejandro Sergi, Gabriel Lucena)
8. Tu misterioso alguien (feat. Andrés Calamaro) – 3:59 (Alejandro Sergi) – (Prod: Alejandro Sergi, Gabriel Lucena)
9. Mentía (feat. Chano) – 3:18 (Alejandro Sergi) – (Prod: Renzo Luca)
10. Ya lo sabía (feat. Sofía Reyes) – 2:54 (Alejandro Sergi, Juliana Gattas) – (Prod: EYLAV)
11. Navidad (feat. Bandalos Chinos) – 3:14 (Alejandro Sergi, Juliana Gattas) – (Prod: Cachorro Lopez)

Durata totale: 37:24

## Formazione
- Alejandro Sergi - voce, composizione, produzione (tracce 2, 7, 8), programmazione (traccia 11), ingegnere del suono (traccia 6), chitarra (traccia 5), sintetizzatori (tracce 2, 7, 8, 11)
- Juliana Gattas - voce, composizione (traccia 10)

Altri musicisti
- Ca7riel - voce (traccia 1), chitarra (traccia 1)
- Lali - voce (traccia 2)
- María Becerra - voce, composizione (traccia 3)
- FMK - voce, composizione (traccia 3)
- Emmanuel Horvilleur - voce (traccia 4)
- Juan Ingaramo - voce (traccia 4)
- Emilia Mernes - voce (traccia 5)
- Cristian Castro - voce (traccia 6)
- Francisca Valenzuela - voce (traccia 7)
- Andrés Calamaro - voce (traccia 8)
- Chano - voce (traccia 9)
- Sofía Reyes - voce (traccia 10)
- Bandalos Chinos - voce (traccia 11)
- Evlay - produzione (tracce 1, 10), mixaggio (traccia 1, 10), chitarra (traccia 10), sintetizzatori (tracce 1, 10)
- Big One - produzione (tracce 3, 5), mixaggio (traccia 3, 5), sintetizzatori (tracce 3, 5)
- Brian Taylor - produzione (traccia 4), chitarra (traccia 4), sintetizzatori (traccia 4)
- Jay de la Cueva - produzione (traccia 6), basso (traccia 6), batteria (traccia 6), chitarra (tracce 2, 6)
- Gabriel Lucena - produzione (tracce 7, 8), basso (traccia 8), chitarra (traccia 7), sintetizzatori (tracce 7, 8)
- Renzo Luca - produzione (traccia 9), sintetizzatori (traccia 9)
- Cachorro López - produzione (traccia 11), programmazione (traccia 11), sintetizzatori (traccia 11)
- Demián Nava Zambrini - programmazione (traccia 11), ingegnere del suono (traccia 11), sintetizzatori (traccia 11)
- Javier Caso - assistente (traccia 1), mixaggio (traccia 2)
- Diego Mendoza - assistente ingegnere (traccia 6)
- César Sogbe - mixaggio (tracce 7, 8, 11)
- Edu Pereyra - mixaggio (traccia 9)
- Gerardo Ordoñez - mixaggio (tracce 6), ingegnere del suono (traccia 6)
- Bobby Sparks - tastiere (traccia 6)
- Ludo Morell - sintetizzatori (traccia 8)